# Palliduphantes oredonensis
Palliduphantes oredonensis är en spindelart som först beskrevs av Denis 1950.  Palliduphantes oredonensis ingår i släktet Palliduphantes och familjen täckvävarspindlar.
Artens utbredningsområde är Frankrike. Inga underarter finns listade i Catalogue of Life.